# Nianqingtangla Shan
Nianqingtangla Shan eller Nyenchen Tangla (kinesiska: 念青唐拉山) är en bergskedja på Tibetanska högplatån, belägen mellan Himalaya i söder och Danglabergen i norr.  Den utgör den östra delen av Transhimalaya. Högsta toppen är Nyainqêntanglha Feng på 7162 meter över havet. På sydsidan höjer sig bergen cirka 2000 meter över Brahmaputras dalgång, men på nordsidan ligger bergskedjan endast cirka 1000 meter över högplatån.